# Saint-Pardoux-la-Rivière
Saint-Pardoux-la-Rivière (okcitansko Sent Pardol la Ribiera) je naselje in občina v francoskem departmaju Dordogne regije Akvitanije. Leta 2008 je naselje imelo 1.158 prebivalcev.

## Geografija
Kraj leži v pokrajini Périgord znotraj naravnega regijskega parka Périgord Limousin ob reki Dronne, 43 km severno od Périgueuxa.

## Uprava
Saint-Pardoux-la-Rivière je sedež istoimenskega kantona, v katerega so poleg njegove, vključene še občine Champs-Romain, Firbeix, Mialet, Milhac-de-Nontron, Saint-Front-la-Rivière in Saint-Saud-Lacoussière s 4.462 prebivalci.
Kanton Saint-Pardoux-la-Rivière je sestavni del okrožja Nontron.

## Zanimivosti
- Muzej poštnih razglednic Périgorda 1898 - 1920;

## Pobratena mesta
- Sainte-Mélanie (Quebec, Kanada);